# Bob Nolan
Bob Nolan (13 de abril de 1908 -  16 de junio de 1980) fue un cantante, compositor y actor canadiense, miembro fundador del grupo musical Sons of the Pioneers. Fue compositor de temas de música country, como los clásicos "Cool Water" y "Tumbling Tumbleweeds." Como actor y cantante trabajó en numerosos títulos de género western.

## Biografía
Nacido en Winnipeg, Manitoba, Canadá, su verdadero nombre era Clarence Robert Nobles. A los trece años de edad se trasladó a vivir con su padre, Harry, a Tucson, Arizona. Harry había cambiado su nombre a Nolan, y fue con el nombre artístico de Bob Nolan con el que Clarence inició su carrera artística como cantante en el circuito de espectáculos en carpas en Chautauqua. Además de ello trabajaba como socorrista en Santa Mónica.
En 1933 Nolan, Leonard Slye (más adelante conocido como Roy Rogers) y Tim Spencer fundaron la banda musical Sons of the Pioneers. El grupo se hizo muy famoso y grabó docenas de álbumes para Columbia Records, Decca y RCA Records. La formación fue admitida en el Museo y Salón de la Fama del Country en 1980.
Nolan dio voz cantada a Ken Maynard en el film de 1934 In Old Santa Fe, y actuó en al menos 88 producciones western de bajo presupuesto, primero para Columbia Pictures y después junto a estrellas cowboy como Gene Autry y Roy Rogers. Con Sons of the Pioneers intervino en largometrajes de calidad como Hollywood Canteen, con Bing Crosby en Rhythm on the Range, y en el corto de Walt Disney Tiempo de melodía.
Se retiró del mundo del espectáculo en 1949, llevando a partir de entonces una vida de semi-retiro dedicada a la composición de canciones. Bob Nolan fue incluido en el Salón de la Fama de Compositores de Nashville en 1971. A los 72 años de edad grabó su último álbum, Bob Nolan: The Sound of a Pioneer.
Nolan se casó en dos ocasiones. La primera con Pearl Fields, con la que tuvo una hija, Roberta Irene Nolan. La segunda fue en 1942 con Clara "P-Nuts" Brown.
Bob Nolan falleció a causa de un infarto agudo de miocardio en 1980 en Newport Beach, California. Sus restos fueron incinerados y, cumpliendo con su deseo, sus cenizas se dispersaron en el desierto de Nevada.

## Legado
En 1986, por su canción de 1941 "Cool Water", los Sons of the Pioneers recibieron un Grammy Hall of Fame. En 1995, a título póstumo, Nolan entró a formar parte del Western Performers Hall of Fame en el National Cowboy & Western Heritage Museum de Oklahoma City, Oklahoma.
También fue incluido en el Canadian Country Music Hall of Fame en 1993, y en el Canadian Songwriters Hall of Fame en 2005.